# Прокофьев, Валентин Феофанович
Валенти́н Феофа́нович Проко́фьев (7 (20) мая 1905, Николаев, Херсонская губерния, Российская империя (ныне — Николаевская область, Украина) — 13 марта 1939, Хабаровский край, СССР) — советский футболист, нападающий, тренер.

## Биография
В 15-летнем возрасте играл за команду николаевского завода «Наваль», затем в сильнейшей команде города «НСК», параллельно играл в сборной Николаева. Во время одного из регулярных матчей сборных городов был замечен одесситами. В 1922 году устроился грузчиком в одесский порт. По вечерам тренировался и играл в составе «Местрана».
В 1924 году сборная Москвы гостила в Одессе, и провела несколько матчей со сборной города. За москвичей играл уроженец Николаева Станислав Леута. Он вместе с Николаем Старостиным уговорили Прокофьева переехать в столицу. Через два года игры в Москве, по результатам опроса болельщиков, проведенного в 1926 году журналом «Красный спорт», Валентин был признан лучшим левым крайним нападающим Советского Союза. Из-за проблем с дисциплиной часто менял команды. Поиграл за «Пищевики» (дважды), московское и киевское «Динамо». В 1935 году играл за команду «Уралмашзавода» (Свердловск).
Прокофьев принимал участие в поединках сборной СССР против сборной Турции в Измире.
В 1937 году арестован и получил пять лет лагерей. Через два года умер в результате заражения крови.

## Достижения
- Чемпион Николаева (2): 1922, 1923 (весна).
- Чемпион Одессы (3): 1923 (весна), 1923 (осень), 1924 (весна).
- Чемпион Москвы (3): 1927 (осень), 1928, 1930 (осень).
- Чемпион общества «Динамо» (1): 1929.
- Чемпионат РСФСР:

Серебряный призёр 1931.
- Чемпионат УССР:

Серебряный призёр 1934.
- В списке лучших футболистов СССР (3): № 1 (1926), № 1 (1930), № 2 (1933).